# Prova Ciclística 9 de Julho
Das Prova Ciclística 9 de Julho (dt. 9.-Juli-Radrennen) ist ein brasilianisches Eintagesradrennen. Es wird seit 1933 zu Ehren der konstitutionalistischen Revolte, die am 9. Juli 1932 begann, jährlich ausgetragen. Das Rennen gehörte von 2005 bis 2011 zur UCI America Tour und war in der Kategorie 1.2 eingestuft. Seit 1990 gibt es ebenfalls eine Austragung für Frauen.

## Siegerliste Männer
- 2024  Kleber Ramos
- 2023  Francisco Chamorro
- 2022  Kacio Fonseca Da Silva Freitas
- 2018  Francisco Chamorro
- 2017  Caio Godoy
- 2016  Joel Prado
- 2015  Joel Prado
- 2014  Flavio Santos
- 2011  Roberto Silva
- 2010  Francisco Chamorro
- 2009  Bruno Tabanez
- 2008  Michel Fernandez García
- 2007  Rafael Andriato
- 2006  Renato Seabra
- 2005  Roberson Silva
- 2004  Nilceu Santos
- 2003  John Lieswyn
- 2002  Rodrigo de Mello Brito
- 2001  Nilceu Santos
- 2000  Murilo Fischer
- 1999  Patrique Gama Azevedo
- 1998  Luciano Pagliarini
- 1997  Valdir Lermen
- 1996  Valdir Lermen
- 1995  Hernandes Cuadri
- 1994  Fábio Veloso Santos
- 1993  Jamil Suaiden
- 1992  Márcio May
- 1991  Wanderley Magalhães
- 1990  Wanderley Magalhães
- 1989  Wanderley Magalhães
- 1988  Ailton Souza
- 1987  Antônio Silvestre
- 1986  Marcos Mazzron
- 1985  Ailton Souza
- 1984  Gilson Avaristo
- 1983  Gabriel Rodrigues
- 1982  Ailton Souza
- 1981  Gilson Avaristo
- 1980  Jair Braga
- 1979  Sérgio Aliste
- 1978  Edgar Cueto Garcia
- 1977  Miguel Duarte Silva
- 1976  Roberto Castroman
- 1975  Hector Rondon
- 1974  Juan Carlos Haedo
- 1973  Saul Alcântara
- 1972  José George Brave
- 1971  Miguel Duarte Silva
- 1970  Saul Alcântara
- 1969  Luiz Carlos Flores
- 1966–1968 keine Austragung
- 1965  Luiz Carlos Fonseca
- 1964  Antônio Ferreira
- 1963  Tércio Andrade
- 1962  José Élcio Corá
- 1961  Claudio Rosa
- 1960  Rubens Etchebarne
- 1959  Luigi Cussigh
- 1958  Claudio Rosa
- 1957  Arthur Coelho
- 1956  Antonio Alba
- 1955 ?
- 1953–1954 keine Austragung
- 1952  Alves Barbosa
- 1951  Pedro Salas
- 1950  José Taccone
- 1949  Fernando Moreira
- 1948  Jorge Oliveira
- 1947  Rolando Montesi
- 1941–1946 keine Austragung
- 1940  José Magnani
- 1939  Arthur Ferreira
- 1938  Rolando Montesi
- 1937  Rolando Montesi
- 1936  Luiz Lima
- 1935  Amélio Sorto
- 1934  José Magnani
- 1933  José Magnani

## Siegerliste Frauen
| - 2009 Débora Gerhard - 2008 Camila Coelho - 2007 Luciene Silva - 2006 Débora Gerhard - 2005 Luciene Silva - 2004 Cláudia Carceroni Saintagne | - 2003 Ana Cristina Matto - 2002 Cláudia Carceroni Saintagne - 2001 Jaqueline Mantovani - 2000 Janildes Fernandes - 1999 Janildes Fernandes - 1998 Janildes Fernandes - 1997 Alessandra dos Santos | - 1996 Ieda Botelho - 1995 Rosane Minervino - 1994 Ieda Botelho - 1993 Carla Camargo Gardenal - 1992 Cláudia Carceroni Saintagne - 1991 Cláudia Carceroni Saintagne - 1990 Flávia Salvi |

## Trivia
1951 starteten auf Initiative des Unternehmens Rabeneick zwei deutsche Radrennfahrer, Heinrich Schwarzer und Harry Saager, in dem Rennen. Die Veranstalter wollten den deutschstämmigen Einwohnern von São Paulo deutsche Teilnehmer präsentieren und übernahmen die Spesen von rund 10.000 Mark.